# 1В19
Машина управління вогнем артилерії 1В19 «Клен-2» — радянська машина управління командира артилерійського дивізіону призначена для забезпечення стрільби наземної артилерії вдень і вночі. Машина управління вогнем артилерії 1В19 створена на базі бронетранспортера БТР-60ПБ і за устаткуванням аналогічна машині управління командира батареї 1В18. Відрізняється від неї апаратурою. Прийнята на озброєння в середині 1970-х рр. На базі машини створений її модернізований варіант 1В19-1.

## Призначення
Машина командира дивізіону 1В19 «Клен-2» призначена для розміщення рухомого командно-спостережного пункту командира дивізіону і забезпечує:
- управління вогнем дивізіону артилерії, мінометів і реактивних систем залпового вогню;
- визначення координат точки стояння командно-спостережного пункту;
- орієнтування приладів АР в основному напрямку;
- оптичну розвідку цілей і визначення їх полярних координат;
- спостереження за полем бою в денний і нічний час;
- зв'язок з машинами командирів батарей, командно-штабною машиною, вищим командуванням і командирами підтримуваних підрозділів;
- розгортання виносного командно-спостережного пункту.

## Будова
Машина 1В19 створена на базі шасі БТР-60ПБ.
Відділення управління і екіпажу ділиться баштою на два відсіки — носовий і кормовий. У носовому відсіку зліва по ходу машини знаходиться робоче місце механіка-водія, праворуч — робоче місце командира дивізіону на марші.
Перед механіком-водієм розташовані: органи керування машиною; оглядовий прилад для спостереження за дорогою і місцевістю. Ззаду і зліва від механіка-водія по борту машини розташовані: апарат абонента, рівень, уловлювачі (для гільз), укладка приладу ТВНО-2Б, укладальна скринька до приладу ННП-21, комплект ЗІП машини, пульт контролю і управління, фільтр радіоперешкод, реле-регулятор.
Перед командиром дивізіону розташовані: оглядовий прилад ТПКУ-2Б і оглядові прилади ТНП-Б для спостереження за місцевістю, акумуляторні батареї в ящику, лінійний щиток, укладальної ящик (ЗІП денного візира), укладальної ящик (ЗІП радіостанції Р-123М), комплект ЗІП машини, вмикач маси, перетворювач напруги. Ззаду і праворуч від командира дивізіону по борту машини розташовані: ящик під сухий пайок, бідони з питною водою, уловлювачі, сумка для гранат, додаткове сидіння, укладальний ящик (ЗІП далекоміра 1Д11-1), дві укладки антен для радіостанції Р-123М, перископ в футлярі, картотримач в укладці; перископічна артилерійська бусоль, два телефонні апарати, далекомір.
У кормовому відсіку машини розташовані: праворуч по борту — робоче місце радіотелефоніста, зліва — робоче місце командира відділення. Перед радіотелефоністом у машині 1В19 розташовані два приймачі радіостанції Р-123М, два блоки живлення радіостанції Р-123М, два узгоджувальних блоки, приймач радіостанції Р-130М, блок живлення радіостанції Р-130М, узгоджувальний блок, пристрій Р-012М і дзвінок. Ззаду і зліва по борту від радіотелефоніста розташовані: комутатор; пульт; гучномовець; підсилювач; блок підсилювача; блок дротового зв'язку.
Перед командиром відділення розташовані: стіл з укладеними в нього планшетом до приладу ПУО-9У, прилад управління вогнем і олівцями, пульт управління. Зліва і ззаду від командира відділення знаходяться: тринога далекоміра 1Д11-1, тринога приладу ННП-21, тринога бусолі ПАБ-2А. Праворуч від командира відділення розміщені: двигун, курсопрокладник, генератор, кронштейни для автоматів.
У башті перед командиром дивізіону знаходяться: денний візир, нічний спостережний прилад, апарат абонента, поворотний механізм, стіл для роботи з картою. Перед розвідником-далекомірника знаходяться приймач і блок живлення далекоміра 1Д11-1. Зліва від розвідника-далекомірника за прийомопередавачем далекоміра 1Д11-1 знаходиться стопор башти. У центрі башти розташовані рукоятки для управління захисними кришками спостережних приладів, пульт управління для подачі напруги живлення на пристрої башти, світлова вішка, вентилятори, світильники, транспарант «Вешка ВКЛЮЧЕНА» і авіаційний годинник. Сидіння командира дивізіону і розвідника-далекомірника в башті регулюються по висоті і можуть по черзі відкидатися з фіксацією для забезпечення проходу всередині бойової машини.